# جيسون روبرتس
جيسون روبرتس (بالإنجليزية: Jason Roberts)‏، من مواليد 25 يناير 1978 في لندن في إنجلترا، لاعب كرة قدم من غرينادا.
بدأ مسيرته الكروية مع نادي هايس الإنجليزي في موسم 1996/1997، وشارك معهم في 3 مباراة وسجل 5 أهداف، وفي موسم 1997/1998 انتقل إلى نادي وولفرهامبتون واندرز الإنجليزي، وفي موسم 1997/1998 أعير إلى نادي توركواي يونايتد الإنجليزي، ولعب معهم 14 مباراة وسجل 6 أهداف، وفي عام 1998 أعير إلى نادي بريستول سيتي الإنجليزي، ولعب معهم 3 مباريات وسجل هدف واحد، وفي عام 1998 انتقل إلى نادي بريستول روفرز الإنجليزي، ولعب معهم حتى عام 2000، وشارك معهم في 78 مباراة وسجل 38 هدف، وفي عام 2000 انتقل إلى نادي وست بروميتش ألبيون الإنجليزي، ولعب معهم حتى عام 2004، وشارك معهم في 89 مباراة وسجل 24 هدف، وأعير في موسم 2003/2004 إلى نادي بورتسموث الإنجليزي، ولعب معهم 10 مباريات وسجل هدف واحد، وفي عام 2004 انتقل إلى نادي ويغان أثلتك الإنجليزي، ولعب معهم حتى عام 2006، وشارك معهم في 97 مباراة وسجل 37 هدف، ومنذ عام 2006 وهو يلعب مع نادي بلاكبيرن روفرز الإنجليزي.
و هو يلعب مع منتخب غرينادا لكرة القدم.

## مسيرته الكروية
لعب جيسون روبرتس خلال مسيرته الاحترافية مع 9 أندية في عشرون موسمًا وسجل خلالها 142 هدف ضمن 452 مباراة. ولم يفز بأي موسم بالكأس أو بالدوري.
خاض جيسون روبرتس مسيرته مع نادي هايز في موسم 1996–97 لمدة موسم واحد، مشاركًا في 3 مباريات سجل خلالها 5 أهداف. ثم انتقل إلى نادي توركي يونايتد في موسم 1997–98 لمدة موسم واحد، حيث شارك في 14 مباراة سجل خلالها 6 أهداف. لينتقل بعدها إلى نادي بريستول روفيرز في موسم 1998–99 ولمدة موسمين، مشاركًا في 78 مباراة سجل خلالها 38 هدفًا. ثم انتقل إلى نادي وست بروميتش ألبيون في موسم 2000–01 واستمر معه طيلة ثلاثة مواسم، مشاركًا في 89 مباراة سجل خلالها 24 هدفًا. هذا وانتقل لاحقًا إلى نادي ويغان أتلتيك في موسم 2003–04 واستمر معه طيلة ثلاثة مواسم، مشاركًا في 93 مباراة سجل خلالها 37 هدفًا. ثم انتقل بعدها إلى نادي بلاكبيرن روفرز في موسم 2006–07 ليلعب معه ستة مواسم، مشاركًا في 134 مباراة سجل خلالها 24 هدفًا. ليعود وينتقل من جديد، لكن هذه المرة إلى نادي ريدنغ في موسم 2011–12 ولمدة موسمين، مشاركًا في 28 مباراة سجل خلالها 6 أهداف.

## روابط خارجية
- جيسون روبرتس على موقع قاعدة بيانات كرة القدم.إي يو (الإنجليزية)
- جيسون روبرتس على موقع ناشيونال فوتبول تيمز (الإنجليزية)
- جيسون روبرتس على موقع Soccerbase.com (لاعب) (الإنجليزية)
- جيسون روبرتس على موقع عالم كرة القدم.نت (الإنجليزية)
- جيسون روبرتس على موقع كووورة
- جيسون روبرتس على موقع AS.com (الإسبانية)